# Summer World University Games 2025/Judo
Bei den Summer World University Games 2025 wurden in der Halle 4 der Messe Essen 15 Wettkämpfe im Judo ausgetragen.

## Bilanz

### Medaillenspiegel
| Platz  | Land                           | 00 | 00 | 00 | Gesamt |
| ------ | ------------------------------ | -- | -- | -- | ------ |
| 1      | Japan                          | 8  | 2  | 4  | 14     |
| 2      | Südkorea                       | 4  | –  | 3  | 7      |
| 3      | Deutschland                    | 1  | 1  | 1  | 3      |
| 4      | Moldau                         | 1  | –  | –  | 1      |
| 4      | Polen                          | 1  | –  | –  | 1      |
| 6      | Georgien                       | –  | 3  | 1  | 4      |
| 7      | Individuelle Neutrale Athleten | –  | 2  | 1  | 3      |
| 8      | Frankreich                     | –  | 1  | 3  | 4      |
| 9      | Brasilien                      | –  | 1  | 2  | 3      |
| 10     | China                          | –  | 1  | 1  | 2      |
| 10     | Ungarn                         | –  | 1  | 1  | 2      |
| 12     | Aserbaidschan                  | –  | 1  | –  | 1      |
| 12     | Kosovo                         | –  | 1  | –  | 1      |
| 12     | Spanien                        | –  | 1  | –  | 1      |
| 15     | Tschechien                     | –  | –  | 3  | 3      |
| 16     | Kasachstan                     | –  | –  | 2  | 2      |
| 16     | Rumänien                       | –  | –  | 2  | 2      |
| 16     | Usbekistan                     | –  | –  | 2  | 2      |
| 19     | Finnland                       | –  | –  | 1  | 1      |
| 19     | Mongolei                       | –  | –  | 1  | 1      |
| 19     | Portugal                       | –  | –  | 1  | 1      |
| 19     | Zypern                         | –  | –  | 1  | 1      |
| Gesamt | Gesamt                         | 15 | 15 | 30 | 60     |

### Medaillengewinner

#### Männer
| Disziplin                      | Gold                | Silber              | Bronze                   |
| ------------------------------ | ------------------- | ------------------- | ------------------------ |
| Superleichtgewicht (bis 60 kg) | Yamato Fukuda       | Luis Barroso Lopez  | Aman Bakytzhan           |
| Superleichtgewicht (bis 60 kg) | Yamato Fukuda       | Luis Barroso Lopez  | Tumenjargal Tuvshintur   |
| Halbleichtgewicht (bis 66 kg)  | Kairi Kentoku       | Abrek Nagutschew    | Henrique Gusmão da Silva |
| Halbleichtgewicht (bis 66 kg)  | Kairi Kentoku       | Abrek Nagutschew    | Nurkanat Serikbayev      |
| Leichtgewicht (bis 73 kg)      | Adil Osmanov        | Armen Agajan        | Hans-Jorris Ahibo        |
| Leichtgewicht (bis 73 kg)      | Adil Osmanov        | Armen Agajan        | Ryuga Tanaka             |
| Halbmittelgewicht (bis 81 kg)  | Kaito Amano         | Zaur Dwalaschwili   | Lee Joon-hwan            |
| Halbmittelgewicht (bis 81 kg)  | Kaito Amano         | Zaur Dwalaschwili   | Petr Mladý               |
| Mittelgewicht (bis 90 kg)      | Kim Jong-hoon       | Elcan Hacıyev       | Komei Kawabata           |
| Mittelgewicht (bis 90 kg)      | Kim Jong-hoon       | Elcan Hacıyev       | Gergely Nerpel           |
| Halbschwergewicht (bis 100 kg) | Michał Jędrzejewski | Nika Charasischwili | Nozomu Miki              |
| Halbschwergewicht (bis 100 kg) | Michał Jędrzejewski | Nika Charasischwili | Alexandru Sibișan        |
| Schwergewicht (über 100 kg)    | Yuta Nakamura       | Saba Inaneischwili  | Giannis Antoniou         |
| Schwergewicht (über 100 kg)    | Yuta Nakamura       | Saba Inaneischwili  | Waleri Jendowitski       |

#### Frauen
| Disziplin                      | Gold            | Silber          | Bronze                 |
| ------------------------------ | --------------- | --------------- | ---------------------- |
| Superleichtgewicht (bis 48 kg) | Mizuki Harada   | Zhuang Wenna    | Helen Habib            |
| Superleichtgewicht (bis 48 kg) | Mizuki Harada   | Zhuang Wenna    | Laziza Haydarova       |
| Halbleichtgewicht (bis 52 kg)  | Jang Se-yun     | Hako Fukunaga   | Léa Bérès              |
| Halbleichtgewicht (bis 52 kg)  | Jang Se-yun     | Hako Fukunaga   | Tereza Bodnárová       |
| Leichtgewicht (bis 57 kg)      | Huh Mi-mi       | Róza Gyertyás   | Moa Ono                |
| Leichtgewicht (bis 57 kg)      | Huh Mi-mi       | Róza Gyertyás   | Shukurjon Aminova      |
| Halbmittelgewicht (bis 63 kg)  | Narumi Tanioka  | Laura Fazliu    | Renata Zachová         |
| Halbmittelgewicht (bis 63 kg)  | Narumi Tanioka  | Laura Fazliu    | Florentina Ivănescu    |
| Mittelgewicht (bis 70 kg)      | Rin Maeda       | Samira Bock     | Théophila Darbes-Takam |
| Mittelgewicht (bis 70 kg)      | Rin Maeda       | Samira Bock     | Taís Pina              |
| Halbschwergewicht (bis 78 kg)  | Anna Monta Olek | Beatriz Furatdo | Kim Min-ju             |
| Halbschwergewicht (bis 78 kg)  | Anna Monta Olek | Beatriz Furatdo | Emma Krapu             |
| Schwergewicht (über 78 kg)     | Kim Ha-yun      | Miki Mukunoki   | Sopio Somchischwili    |
| Schwergewicht (über 78 kg)     | Kim Ha-yun      | Miki Mukunoki   | Jia Chundi             |

#### Mixed
| Disziplin  | Gold | Silber | Bronze | Bronze |
| ---------- | --- | --- | --- | --- |
| Mannschaft | JapanHako Fukunaga Rin Maeda Miki Mukunoki Moa Ono Mizuki Sugimura Narumi Tanioka Kaito Amano Komei Kawabata Kairi Kentoku Nozomu Miki Yuta Nakamura Ryuga Tanaka | FrankreichLéa Bérès Doria Boursas Célia Cancan Théophila Darbes-Takam Chloé Devictor Kaila Issoufi Dounia Nacer Hans-Jorris Ahibo Yoann Benezra Hadrien Cargnelli Angel Gustan Simon Lesauvage | BrasilienLuana Carvalho Beatriz Comanche Gabriela Conceição Beatriz Furatdo Rafaela Gonçalves Thauana Silva Luan Almeida Gabriel Arévalo Guilherme de Oliveira Guilherme Morais Daniel Nazaré Henrique Silva | SüdkoreaHuh Mi-mi Jang Se-yun Kim Ha-yun Kim Min-ju Lee Ye-rang Shin Chae-won Ahn Jae-hong Hwang Hye-sung Kim Jong-hoon Lee Joon-hwan Song Woo-hyeok Yoon Hyeon-su |